# Hucisko (gmina Kamienica Polska)
Hucisko – osada leśna w Polsce położona w województwie śląskim, w powiecie częstochowskim, w gminie Kamienica Polska.
W latach 1975–1998 miejscowość administracyjnie należała do województwa częstochowskiego.